# NGC 5253
NGC 5253 è una galassia peculiare nella costellazione del Centauro.
Si individua 2 gradi a nord-ovest della stella i Centauri; è una galassia nana, tra le più vicine conosciute, appena al di fuori del Gruppo Locale (dista 5 milioni di anni-luce dalla Via Lattea) e le sue dimensioni sono inferiori a quelle della Piccola Nube di Magellano. Non ha una forma regolare, presentandosi attraverso telescopi riflettori come un'ellisse chiara dai contorni sfumati; una nebulosa ne attraversa il nucleo da sud-est. Fa parte del gruppo di galassie a cui appartengono pure M83 e NGC 4945, più altre galassie minori; nel 1895 fu osservata una supernova nella parte nord-est della galassia, che fu classificata all'epoca con la sigla Z Centauri.

## Collegamenti esterni

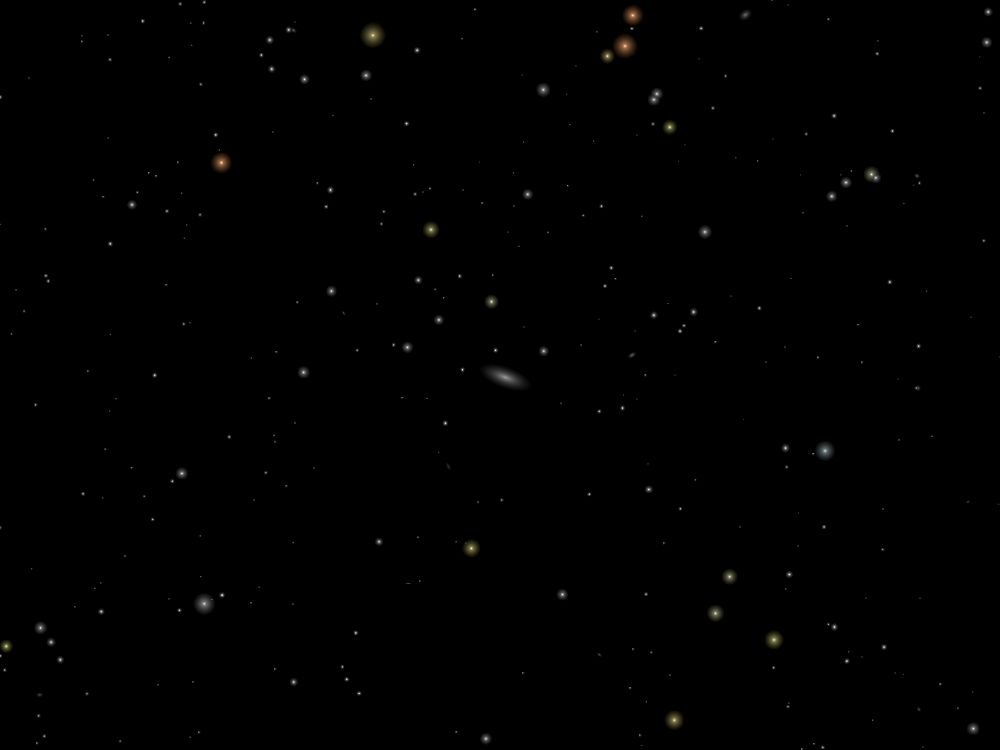
NGC 5253